# From the Beginning (Small Faces)
From the Beginning è il secondo disco del gruppo musicale inglese Small Faces, nonché la prima compilation, dato che contiene brani già presenti nel primo album, Small Faces. È stato pubblicato nel giugno del 1967.

## Il disco
La raccolta contiene, Hey Girl e Tell Me Have You Ever Seen Me in versione reincisa e quindi differente rispetto agli stessi brani editi dalla Immediate Records, presenti molte cover, a cominciare da Runaway, famoso brano portato al successo mondiale da Del Shannon,
la cover del cantante soul, Don Covay (scuderia Atlantic Records), Come Back and Take This Hurt Off Me, una canzone resa nota da Marvin Gaye, Baby Don't You Do It e un successo dei The Miracles, You've Really Got a Hold on Me, il brano Plum Nellie sull'etichetta del vinile è
attribuito alla coppia Steve Marriott - Ronnie Lane (come sul CD del 1996), nel doppio CD del 2012 il brano viene accreditato alla Booker T. & M.G.'s (Steve Cropper, Booker T. Jones, Al Jackson, Lewie Steinberg).
Il CD contiene nei bonus tracks differenti versioni di brani già presenti nell'ellepì, tra cui: My Mind's Eye e Hey Girl, pubblicati solo in Francia.
L'album si piazzò al numero 17 della classifica inglese (1967).
Piazzamento in classifica UK dei singoli:
- Hey Girl/Almost Grown (Decca Records, Single F 12393 - UK Chart: #10) pubblicato il 6 maggio 1966
- All or Nothing/Understanding (Decca Records, Single F 12470 - UK Chart: #1) pubblicato il 5 agosto 1966
- My Mind's Eye/I Can't Dance with You (Decca Records, Single F 12500 - UK Chart: #4) pubblicato l'11 novembre 1966
- I Can't Make It/Just Passing (Decca Records, Single F 12565 - UK Chart: #26) pubblicato il 3 marzo 1967 [1].

## Tracce
Brani composti da Steve Marriott e Ronnie Lane, eccetto dove indicati.
Lato A
1. Runaway – 2:48 (Del Shannon, Max Crook) – 1967
2. My Mind's Eye – 2:06 – 1966
3. Yesterday, Today and Tomorrow – 1:56 – 1967
4. That Man – 2:16 – 1967
5. My Way of Giving – 1:59 – 1967
6. Hey Girl – 2:17 – 1966
7. Tell Me Have You Ever Seen Me – 2:20 – 1967

Durata totale: 15:42
Lato B
1. Come Back and Take This Hurt Off Me – 2:18 (Don Covay, Ronald Miller) – 1967
2. All or Nothing – 2:57 – 1967
3. Baby Don't You Do It – 2:00 (Brian Holland, Lamont Dozier, Edward Holland Jr.) – 1966
4. Plum Nellie – 2:32 – 1967
5. Sha-La-La-La-Lee – 2:55 (Kenny Lynch, Mort Shuman) – 1966
6. You've Really Got a Hold on Me – 3:21 (Smokey Robinson) – 1967
7. What'cha Gonna Do About It – 1:54 (Brian Potter, Ian Samwell) – 1965

Durata totale: 17:57
Edizione CD del 1996, pubblicato dalla Decca Records (844 633-2)
Brani composti da Steve Marriott e Ronnie Lane, eccetto dove indicati.
1. Runaway – 2:48 (Del Shannon, Max Crook)
2. My Mind's Eye – 2:06
3. Yesterday, Today and Tommorrow – 1:56
4. That Man – 2:16
5. My Way of Giving – 1:59
6. Hey Girl – 2:17
7. (Tell Me) Have You Ever Seen Me – 2:20
8. Take This Hurt Off Me – 2:18 (Don Covay, Ronald Miller)
9. All or Nothing – 2:57
10. Baby Don't You Do It – 2:00 (Brian Holland, Lamont Dozier, Edward Holland Jr.)
11. Plum Nellie – 2:32
12. Sah La La La Lee – 2:55 (Kenny Lynch, Mort Shuman)
13. You've Really Got a Hold on Me – 3:21 (Smokey Robinson)
14. What'cha Gonna Do About It – 1:54 (Brian Potter, Ian Samwell)
15. My Minds Eye – 1:54 – Bonus Track - French EP Version (1966)
16. Hey Girl – 2:15 – Bonus Track - French EP Version (1966)
17. Take This Hurt Off Me – 2:15 (Don Covay, Ronald Miller) – Bonus Track - Different Version (1967)
18. Baby Don't You Do It – 1:59 (Brian Holland, Lamont Dozier, Edward Holland Jr.) – Bonus Track - Different Version (1967)
19. What'cha Gonna Do About It – 2:08 (Brian Potter, Ian Samwell) – Bonus Track - BBC Session Recording (1967)

Durata totale: 44:10
Edizione doppio CD del 2012, pubblicato dalla Decca Records (UMC 278 134-1)
CD 1
1. Runaway – 2:44 (Del Shannon, Max Crook) – 1967
2. My Mind's Eye – 2:01 (Steve Marriott, Ronnie Lane) – 1966
3. Yesterday, Today and Tomorrow – 1:52 (Steve Marriott, Ronnie Lane, Michael O'Sullivan) – 1967
4. That Man – 2:13 (Steve Marriott, Ronnie Lane) – 1967
5. My Way of Giving – 1:58 (Steve Marriott, Ronnie Lane) – 1967
6. Hey Girl – 2:15 (Steve Marriott, Ronnie Lane) – 1966
7. (Tell Me) Have You Ever Seen Me – 2:16 (Steve Marriott, Ronnie Lane) – 1967
8. Take This Hurt Off Me – 2:16 (Don Covay, Ronald Norman Miller) – 1967
9. All or Nothing – 3:02 (Steve Marriott, Ronnie Lane) – 1966
10. Baby Don't You Do It – 1:59 (Lamont Dozier, Brian Holland, Edward Holland Jr.) – 1967
11. Plum Nellie – 2:30 (Steve Cropper, Al Jackson Jr., Booker T. Jones, Lewie Steinberg) – 1967
12. Sha La La La Lee – 2:54 (Kenny Lynch, Mort Shuman) – 1966
13. You've Really Got a Hold on Me – 3:15 (Smokey Robinson) – 1967
14. What'cha Gonna Do About It – 1:57 (Ralph Samwell, Brian Potter) – 1965
15. Almost Grown – 2:59 (Steve Marriott, Ian McLagan, Kenney Jones, Ronnie Lane) – Bonus Track (1966)
16. Understanding – 2:46 (Steve Marriott, Ronnie Lane) – Bonus Track (1966)
17. I Can't Dance with You – 3:13 (Steve Marriott, Ronnie Lane) – Bonus Track (1966)
18. I Can't Make It – 2:10 (Steve Marriott, Ronnie Lane) – Bonus Track (1967)
19. Just Passing – 1:15 (Steve Marriott, Ronnie Lane, Michael O'Sullivan) – Bonus Track (1967)

Durata totale: 45:35
CD 2
1. Runaway – 2:38 (Max Crook, Del Shannon) – Stereo - Alternate Mix (1967)
2. That Man – 2:13 (Steve Marriott, Ronnie Lane) – Mono - Alternate Mix (1967)
3. Yesterday, Today and Tomorrow – 1:50 (Steve Marriott, Ronnie Lane, Michael O'Sullivan) – Mono - Alternate Mix (1967)
4. My Mind's Eye – 2:01 (Steve Marriott, Ronnie Lane) – Stereo - Alternate Mix in Electronically Processed Stereo (1966)
5. Picanniny – 3:02 (Steve Marriott, Ian McLagan, Kenney Jones, Ronnie Lane) – Mono - Backing Track (1967)
6. Hey Girl – 2:13 (Steve Marriott, Ronnie Lane) – Mono - Different Version (1966)
7. Take This Hurt Off me – 2:13 (Don Covay, Ronald Norman Miller) – Mono - Different Version (1967)
8. Baby Don't You Do It – 1:58 (Lamont Dozier, Brian Holland, Edward Holland Jr.) – Mono - Different Version (1967)
9. All or Nothing – 3:02 (Steve Marriott, Ronnie Lane) – Stereo - Alternate Mix in Electronically Processed Stereo (1966)
10. Understanding – 2:45 (Steve Marriott, Ronnie Lane) – Stereo - Alternate Mix in Electronically Processed Stereo (1966)
11. Talk to You – 2:31 (Steve Marriott, Ronnie Lane) – Mono - Take 5 - Backing Track (1967)
12. All Our Yesterdays – 1:58 (Steve Marriott, Ronnie Lane) – Mono - Take 7 - Backing Track (1967)
13. (Tell Me) Have You Ever Seen Me – 2:10 (Steve Marriott, Ronnie Lane) – Mono - Alternate Take 2 (1967)
14. Show Me the Way – 2:03 (Steve Marriott, Ronnie Lane) – Mono - Take 3 - Backing Track (1967)
15. I Can't Make It – 2:26 (Steve Marriott, Ronnie Lane) – Mono - Take 11 - Backing Track (1967)
16. Things Are Going to Get Better – 2:34 (Steve Marriott, Ronnie Lane) – Stereo - Take 14 - Session Version (1967)

Durata totale: 37:37

## Formazione
- Steve Marriott - voce solista, chitarra solista, chitarre, accompagnamento vocale
- Ronnie Lane - basso, accompagnamento vocale
- Ronnie Lane - voce solista (brani: Yesterday, Today and Tomorrow, That Man e Just Passing)
- Ian McLagan - tastiere (pianoforte e organo)
- Mac (Ian McLagan) - chitarra basso (brano: Show Me the Way - take 3 backing track)
- Mac (Ian McLagan) - corno cinese (brano: That Man)
- Mac (Ian McLagan) - accompagnamento vocale (brano: Sha La La La Lee)
- Kenney Jones - batteria, percussioni

Musicisti aggiunti
- Jimmy Winston - organo (brano: What'cha Gonna Do About It)
- Jimmy Winston - voce solista (brano: Baby Don't You Do It)
- Don Arden - voce introduttiva (brano: Runaway)
- Kenny Lynch - accompagnamento vocale (brano: Sha La La La Lee)

Note aggiuntive
- Small Faces - produttori
- Small Faces - arrangiamenti
- Ian Ralph Samwell - produttore (brano: What'cha Gonna Do About It)
- Registrazioni effettuate al I.B.C. Studios, Decca Studios ed al Olympic Studios di Londra, Inghilterra
- Glyn Johns - ingegnere registrazione
- John Pantry - ingegnere registrazione[2]